# Нефтяник (стадион, Ишимбай)

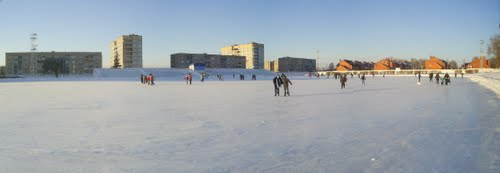
Каток. Январь 2011

«Нефтя́ник» — главный стадион города Ишимбая, основанный в 1937 году. Находится в центре у площади Ленина. Является местом для соревнований футбольного клуба «Нефтяник» города Ишимбая. Имеет футбольное поле (105x68 м), легкоатлетическую беговую дорожку (400 м), секторы для прыжков в высоту и длину, метания диска и копья, толкания ядра, трибуны (на 5 тыс. мест), спортивный зал (18x9 м), баскетбольную, волейбольную, городошную, хоккейную площадки и др. В тренировочных залах проходят занятия по настольный теннис.
Стадион «Нефтяник» играет большую роль в пропаганде здорового образа жизни горожан. В течение всего года стадион работает на обслуживание и проведение досуга. Проводятся спортивные мероприятия республиканского и районного масштабов.
На базе стадиона действуют или действовали отделения ДЮСШ по баскетболу, пляжному волейболу, конькобежному спорту, лёгкой атлетике, мини-футболу, теннису настольному, футболу, секции городошного спорта, тенниса и др.
Зимой на катке стадиона проводит время большая часть жителей города Ишимбая. Работает тренажёрный зал, имеется секция футбола, лёгкой атлетики, городошного спорта. На площадках занимаются волейболом, баскетболом, оздоровительным бегом сотни горожан, проходят футбольные матчи Чемпионата Республики Башкортостан, турнир «Кожаный мяч», и ставшим популярным у детворы «Дворовый футбол».

## История
Открыт в 1940 году как городской стадион, с 1947 стадион — НГДУ «Ишимбайнефть», с 2000 муниципальное учреждение.
На стадионе проводились первенства России по футболу среди коллективов физической культуры предприятий и учреждений (1987) и среди юношей (1992—94).

## Адрес
453200, город Ишимбай, проспект Ленина, 21.